# 浦江飯店
浦江飯店（中国語: 浦江饭店）、またはアスター・ハウス・ホテル（Astor House Hotel）は、中国上海市のホテルである。1846年にリチャーズ・ホテル・アンド・レストラン（礼査飯店）としてオープンし、1858年には上海市の外灘、虹口区の黄浦江と呉淞江という2本の川の合流地点、外白渡橋の北側の現在の場所に移転した。
1900年前後には世界で最も有名なホテルのひとつ、東洋一のホテルと称されていた。第二次世界大戦、文化大革命を経てその輝きを失ったが、20世紀の末にはバックパッカーのたまり場として日本人や欧米人の人気ゲストハウスになり、2000年代には大規模な改修が行われて、ある程度の輝きを取り戻している。

## ロケーション
浦江飯店は1858年以来、上海市の外灘の北、外白渡橋のすぐ近くに位置している。4,580平方メートルの敷地に、延べ床面積は16,563平方メートル、134の部屋とスイートルームを有している。かつては虹口区のランドマークで、1956年に和平飯店がオープンするまでは外国人の社交の中心であった。浦江飯店は1ブロックをまるまる占有しており、向かいにはロシア領事館がある。加えて以前はその並びにドイツ、アメリカ、日本の各大使館が軒を連ねていた。

## 歴史

### 背景と前身であるリチャーズ・ホテル
1842年8月29日、アヘン戦争の結果として南京条約が結ばれ上海を含む5港が開港された。その後徐々に上海でのイギリスの租借地が画定されてゆき、イギリス人の住民も増えていった。上海には1844年の時点で50名の外国人が暮らしていたと記録されている。
初期の移民の一人であるスコットランドの商人、ピーター・フェリックス・リチャーズは1840年より上海で雑貨屋など船乗りや旅行者相手の商売を営んでいたが、1846年に上海で初めての西洋料理店と、中国で初めての西洋式ホテル、リチャーズ・ホテル（礼査飯店、「礼査」はリチャーズの音訳）を開店した。これらは洋涇浜（黄浦江の支流）の南に位置していた。
このホテルは一棟からなる、これといった特徴のないバロック建築のホテルだった。1846年12月22日には上海共同租界の第1回の会合がリチャーズのホテルで開かれている。しかし1856年の5月15日、リチャーズはニューヨークでのビジネスの不調から英国領事裁判所より債務超過を宣告される。上海のホテルを含むリチャーズの一切の資産は債権者であるウィリアム・ハーバート・ヴァシェとチャールズ・ウィルスの手に渡った。 

### 現在の場所への移転、そして発展
1858年の2月、リチャーズの雑貨店、ホテル、レストランはチャールズ・ウィルスの土地である呉淞江（蘇州河）の北岸、すなわち現在の場所に移転した。このホテルは2階建ての東インド様式であった。1859年にはリチャーズ・ホテルからアスター・ハウス・ホテルと改名した。一方で中国名「礼査飯店」はおよそ100年後の1959年まで残ることとなる。
その後ホテルの所有者は何度か代わり、1876年には拡張工事が行われる。この改装によってアスター・ハウス・ホテルは4棟からなる煉瓦造り、ネオルネッサンス様式のホテルとして生まれ変わった。1880年代の頭には中国で初めて電気が通った建物となり、初めて水道が通った建物となった。ホテルの評価もあがり、1880年代後半にはシンガポールのラッフルズ・ホテルと比較されるまでになっていた。
1889年にはホテル裏手の土地を取得、再び大規模な拡張が始まった。そして1890年代にはアスター・ハウス・ホテルは上海に暮らす外国人の社交の中心であり、名声は世界的なものとなっていた。1897年11月5日には中国で初めての舞踏会がこのホテルで開かれ、西太后の60歳の誕生日が祝われた。1900年の時点では上海で初めてのファースト・クラス・ホテル、東洋随一のホテルと称されるまでになっていた。
1901年、この時のオーナーであるオーギュスト・ヴァーノンは株式会社アスター・ハウス・カンパニーを香港に設立した。ヴァーノンはこの年に地権者からホテルのあるブロックをまるっと借り上げた。そこに新しく別館を作り、全体で300室あるホテルへと成長させる計画を立てたが、夢半ばでヴァーノンは体調を悪くし引退を余儀なくされた。
1906年の7月には元イギリス海軍艦長で日本郵船の艦長も務め、横浜グランドホテルのアソシエイト・マネージャーであったフレデリック・デービスがアスター・ハウス・ホテルのマネージャーに就任している。
1907年にホテルのマネージャーがウォルター・ブローエンに変わると、アスターホテルの改装と別館建設計画が持ち上がる。メインの3棟のデザインはデイビス・アンド・トーマス（Davies & Thomas）が担当し、新古典主義 バロック様式へと生まれ変わることになる。別館のデザインはブレナン・アトキンソンとアーサー・ダラスが担当した。
1908年から改築、増設工事が始まったが、順調にはいかず、予定を6ヵ月遅延した。さらには再オープンを3ヵ月後に控えた1910年の9月にはマネージャーのウォルター・ブローエンがホテルの運営資金を横領し姿をくらました。後に日本の長崎市よりブローエンの目撃情報が寄せられるが、逮捕には至らなかった。
この時期の改装により、ほぼ現在の浦江飯店のデザインとなった。

### 1911年の再オープン
新しくなったアスター・ハウス・ホテルは東洋のウォルドルフ＝アストリア、中国初の西洋式ホテルと喧伝された。500席のダイニングルームを備え、24時間温水、中国初のエレベーター、250の客室すべてに電話とシャワールームが完備されていた。
1911年11月3日に辛亥革命が起き、上海も武装蜂起に巻き込まれた。ホテルは営業を続けたものの革命の影響により財政面での危機に直面し、アスター・ガーデンを抵当に入れた。
その後経営状態を改善するために資産の切り崩しや改装を行ったがうまくいかず、1915年の8月、株主は抵当権を行使し、アスター・ハウス・ホテル・カンパニー株式会社と所有するすべての資産はセントラル・ストアーズ株式会社に売却された。
1915年にハリー・モートンがアスター・ハウス・ホテルを含む複数のホテルのマネージャーに就任し、アスター・ハウス・ホテルの経営状態は改善する。しかし1920年にはモートンは担当を外された。イギリス政府の枢密院勅令により、イギリスの会社の経営がイギリス人に限られたためだった。
1927年、アスター・ハウス・ホテルはロバート・ルディのヒストリック・ホテル・オブ・ザ・ワールドに選ばれ、50年以上にわたり第一級の宿泊施設であり続けている、と紹介されている。

### 栄光の陰りと日本軍による占領
1930年頃にはアスター・ハウス・ホテルはもはや上海で傑出したホテルではなくなっていた。1929年には南京路にアール・デコ様式の和平飯店が完成し、アスター・ハウス・ホテルに影を落とした。1911年にホテルが再オープンしたころの虹口区は一等地であったが、1932年には日本人が多く集まるような地区になっていた。中国人はこの地域を避けるようになっていた。
1931年9月に満洲事変が勃発、それに呼応して1932年1月には上海日本人僧侶襲撃事件が発生した。これが第一次上海事変へとつながり、アスター・ハウス・ホテルの近くでも激しい戦闘が繰り広げられた。上海の外国人居住地区は実質的に日本軍の占領下におかれ、アスター・ハウス・ホテルもそこに含まれた。

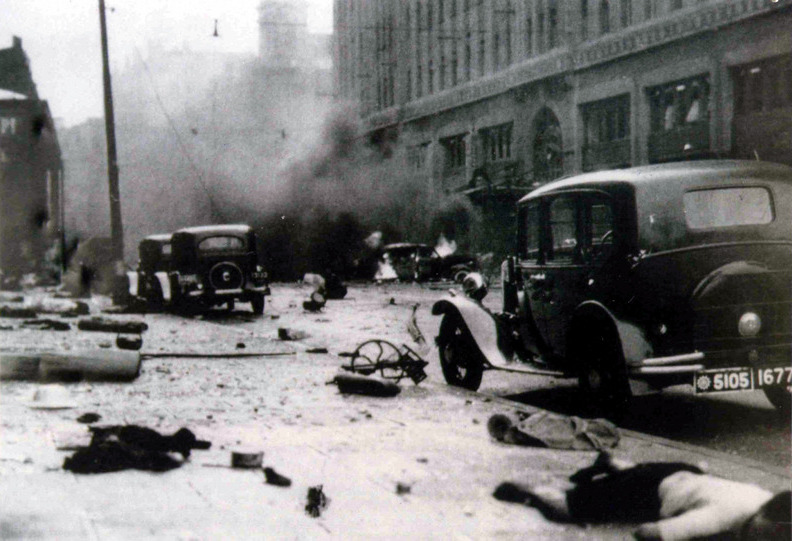
中国側の爆撃を受ける和平飯店付近。1937年8月14日。

1937年8月には日中戦争の口火となる第二次上海事変が発生、アスター・ハウス・ホテルも損傷を被った。その後も上海での戦闘は続き、ホテルは幾度も損傷した。9月にはアスター・ハウス・ホテルの関係者もみな香港に避難した。以降ホテルは大日本帝国の降伏する1945年9月2日まで日本軍がコントロールすることとなる。1937年から1939年までは財団法人日本YMCA同盟がホテルを使用し、その後ホテルは日本軍により第三者に賃貸された。この時の賃料はごく一部ではあるが不在のオーナーに渡っている。

### 第二次大戦後
第二次大戦の日本占領時代を終えるとアスター・ハウス・ホテルは見る影もなくなっていた。1945年9月、香港&上海ホテルズは1946年7月までホテルをリースする契約を米軍とかわした。その後1947年からは中国人実業家が香港&上海ホテルズからホテルのリースを受けている。
1949年5月には中国人民解放軍が上海に侵攻してくる。10月には中華人民共和国の建国が宣言された。蔣介石が台湾へ飛ぶ直前の12月10日に大陸での最後の夕食を楽しんだのがアスター・ハウス・ホテルだったと言われている。
1950年には香港&上海ホテルズと中国人実業家との契約が切れたが、中国側が経営権を放棄しようとしなかった。新中国とイギリスの間の外交上の緊張感が問題を複雑にしていた。1954年4月19日にはホテルは接収され、経営権は上海人民政府に移譲された。
その後ホテルは工場の事務所、宿舎、海軍などによって使用され、1959年に浦江飯店として再オープンすることになる。

### 浦江飯店
1959年5月27日、アスター・ハウス・ホテルは「浦江飯店」と改名された。1988年にはホテルの経営権は国営企業、上海衡山集団へと移譲された。その後1980年代にはホテルの評価は落ち込み、バックパッカーのたまり場として機能するようになっていた。
1990年から1998年まで、西棟のダンスホールは上海証券取引所として使用されている。その後証券取引所は現在の浦東新区に移っている。
2000年前後の浦江飯店は、バックパッカーのお気に入りのホテルであり、欧米などから来た若い旅行者の定番ホテルであった。ダンスホールだけがかつての栄光の面影を残していた。

### 2000年初頭の改修
多くの家具や装飾品は文化大革命の間に破壊されたり、盗まれたりしていた。木造部分は大部分が虫に食われていた。1995年には浦江飯店を取り壊し、モダンな五つ星ホテルを建てるべきだという声も上がっていた。しかし上海衡山集団はホテルを残す決定を下し、2002年より改装工事が始まった。
2003年にはシンガポールのラッフルズ・ホテルのような五つ星ホテルを目指すと公言し、国外からの投資も視野に入れ投資家たちに呼びかけた。1952年にホテルが接収される前の所有者である香港&上海ホテルズにも話を持ち掛けているが断られている。
浦江飯店は2004年に一連の改修を終えた。

## 関連文献
- Clifford, Nicholas Rowland. Spoilt Children of Empire: Westerners in Shanghai and the Chinese Revolution of the 1920s. Middlebury College Press, 1991.
- Cranley, William Patrick. "Old Shanghai's 'Others': Sailor, Whores, Half-breeds and Other Interlopers".
- French, Paul. Through the Looking Glass: Foreign Journalists in China, from the Opium Wars to Mao. Hong Kong University Press, 2009.
- Gamewell, Mary Louise Ninde. The Gateway to China: Pictures of Shanghai. Fleming H. Revell, 1916.
- Harpuder, Richard. Shanghai: The Way We Remember It. http://www.rickshaw.org/way_we_remember_it.htm
- Henriot, Christian and Matthew Woodbury. "The Shanghai Bund: A History through Visual Sources" Virtual Shanghai: Shanghai Urban Space in Time (June 2007). http://www.virtualshanghai.net/Article.php?ID=34
- Johnston, Tess and Deke Erh. A Last Look: Western Architecture in Old Shanghai. Hong Kong: Old China Hand Press, 2004.
- Lunt, Carroll Prescott. Some Builders of Treaty Port China, 1965.
- Lunt, Carroll Prescott. Treaty Port: An Intimate History of Shanghai in Metrical Form. Shanghai: The China Digest 1934.
- Maclellan, J.W. The Story of Shanghai, from the Opening of the Port to Foreign Trade. North-China Herald Office, 1889.
- Macmillan, Allister. Seaports of the Far East: Historical and Descriptive, Commercial and Industrial, Facts, Figures, & Resources. 2nd ed. W.H. & L. Collingridge, 1925.
- Shanghai lishi bowuguan (ed.) 上海歴史博物館, Survey of Shanghai 1840's-1940's. Shanghai: Shanghai renmin meisha chubanshe, 1992. http://virtualshanghai.ish-lyon.cnrs.fr/Image.php?ID=1643
- Shanghai of To-day: A Souvenir Album of Fifty Vandyke Gravure Prints of the 'Model Settlement'. 3rd ed. Shanghai: Kelly & Walsh（英語版）, 1930. http://virtualshanghai.ish-lyon.cnrs.fr/Bibliography.php?ID=408
- Tang, Zhenchang, Yunzhong Lu, and Siyuan Lu. Shanghai's Journey to Prosperity, 1842-1949. Commercial Press, 1996.
- Wasserstrom, Jeffrey N. Global Shanghai 1850-2010. Routledge, 2009. Figure 3,2, page 58: photo of Astor House Hotel 1901.
- Wei, Betty Peh-Ti. Old Shanghai. Oxford University Press, 1993.
- Wei, Betty Peh-Ti. Shanghai: Crucible of Modern China. 2nd ed. Oxford University Press, 1987.